# Liam Jessop
Liam Joseph Jessop (Gibilterra, 13 agosto 2005) è un calciatore gibilterriano, attaccante del Worksop Town in prestito dal Chesterfield e della nazionale gibilterriana.

## Carriera

### Club
Ha iniziato il suo percorso calcistico giovanile a Gibilterra con le maglie di Glacis United ed Europa FC, per poi proseguire in Spagna con Atlético Zabal e San Roque fino ad approdare nel 2021 in Inghilterra al Fleetwood Town. Due anni dopo ha firmato con il Chesterfield, con cui ha debuttato il 9 dicembre 2023 realizzando una doppietta nell'incontro di FA Trophy vinto 6-1 contro il Southport. Il 31 gennaio 2025 è stato ceduto in prestito al Worksop Town fino al termine della stagione.

### Nazionale
Ha giocato nelle nazionali giovanili gibilterriane Under-17, Under-19 ed Under-21.
Il 22 marzo 2025 ha debuttato con la nazionale maggiore gibilterriana nell'incontro di qualificazione per il Campionato mondiale di calcio 2026 perso 3-1 contro il Montenegro.

## Statistiche

### Presenze e reti nei club
Statistiche aggiornate al 23 marzo 2025.
| Stagione        | Squadra         | Campionato      | Campionato | Campionato | Coppe nazionali | Coppe nazionali | Coppe nazionali | Coppe continentali | Coppe continentali | Coppe continentali | Altre coppe | Altre coppe | Altre coppe | Totale | Totale | Totale |
| Stagione        | Squadra         | Comp            | Pres       | Reti       | Comp            | Pres            | Reti            | Comp               | Pres               | Reti               | Comp        | Pres        | Reti        | Pres   | Reti   |        |
| --------------- | --------------- | --------------- | ---------- | ---------- | --------------- | --------------- | --------------- | ------------------ | ------------------ | ------------------ | ----------- | ----------- | ----------- | ------ | ------ | ------ |
| 2023-2024       | Chesterfield    | NAT             | 0          | 0          | FACup           | 0               | 0               | -                  | -                  | -                  | FAT         | 2           | 2           | 2      | 2      |        |
| 2024-2025       | Chesterfield    | FL2             | 2          | 0          | FACup+CdL       | 1+0             | 0               | -                  | -                  | -                  | FLT         | 1           | 0           | 4      | 0      |        |
| Totale carriera | Totale carriera | Totale carriera | 2          | 0          |                 | 1               | 0               |                    | -                  | -                  |             | 3           | 2           | 6      | 2      |        |

### Cronologia presenze e reti in nazionale
| Cronologia completa delle presenze e delle reti in nazionale ― Gibilterra | Cronologia completa delle presenze e delle reti in nazionale ― Gibilterra | Cronologia completa delle presenze e delle reti in nazionale ― Gibilterra | Cronologia completa delle presenze e delle reti in nazionale ― Gibilterra | Cronologia completa delle presenze e delle reti in nazionale ― Gibilterra | Cronologia completa delle presenze e delle reti in nazionale ― Gibilterra | Cronologia completa delle presenze e delle reti in nazionale ― Gibilterra | Cronologia completa delle presenze e delle reti in nazionale ― Gibilterra |
| Data                                                                      | Città                                                                     | In casa                                                                   | Risultato                                                                 | Ospiti                                                                    | Competizione                                                              | Reti                                                                      | Note                                                                      |
| ------------------------------------------------------------------------- | ------------------------------------------------------------------------- | ------------------------------------------------------------------------- | ------------------------------------------------------------------------- | ------------------------------------------------------------------------- | ------------------------------------------------------------------------- | ------------------------------------------------------------------------- | ------------------------------------------------------------------------- |
| 22-3-2025                                                                 | Nikšić                                                                    | Montenegro                                                                | 3 – 1                                                                     | Gibilterra                                                                | Qual. Mondiali 2026                                                       | -                                                                         | 65’                                                                       |
| 25-3-2025                                                                 | Faro                                                                      | Gibilterra                                                                | 0 – 4                                                                     | Rep. Ceca                                                                 | Qual. Mondiali 2026                                                       | -                                                                         | 62’                                                                       |
| 6-6-2025                                                                  | Faro                                                                      | Gibilterra                                                                | 0 – 7                                                                     | Croazia                                                                   | Qual. Mondiali 2026                                                       | -                                                                         | 69’                                                                       |
| 9-6-2025                                                                  | Tórshavn                                                                  | Fær Øer                                                                   | 2 – 1                                                                     | Gibilterra                                                                | Qual. Mondiali 2026                                                       | -                                                                         | 68’                                                                       |
| Totale                                                                    |                                                                           | Presenze                                                                  | 4                                                                         |                                                                           | Reti                                                                      | 0                                                                         |                                                                           |

## Palmarès

### Club

#### Competizioni nazionali
- National League: 1

Chesterfield: 2023-2024